# Akwetey Mensah
Akwetey Mensah (15 april 1983) is een Ghanese voetballer die onder contract staat bij K Lierse SK.

## Statistieken
| seizoen | club        | land   | competitie         | wed | goals |
| ------- | ----------- | ------ | ------------------ | --- | ----- |
| 2004/05 | Al-Masry    | Egypte | Premier League     | 25  | 3     |
| 2005/07 | Al-Ahly     | Egypte | Premier League     | 39  | 5     |
| 2007/09 | Al-Masry    | Egypte | Premier League     | 27  | 2     |
| 2009/10 | K Lierse SK | België | Exqi League        | 19  | 1     |
| 2010/11 | K Lierse SK | België | Jupiler Pro League | 13  | 0     |
|         |             |        | Totaal             | 123 | 11    |

Laatst bijgewerkt 01-05-2011